# Antofagasta de la Sierra
Pour les articles homonymes, voir Antofagasta (homonymie).

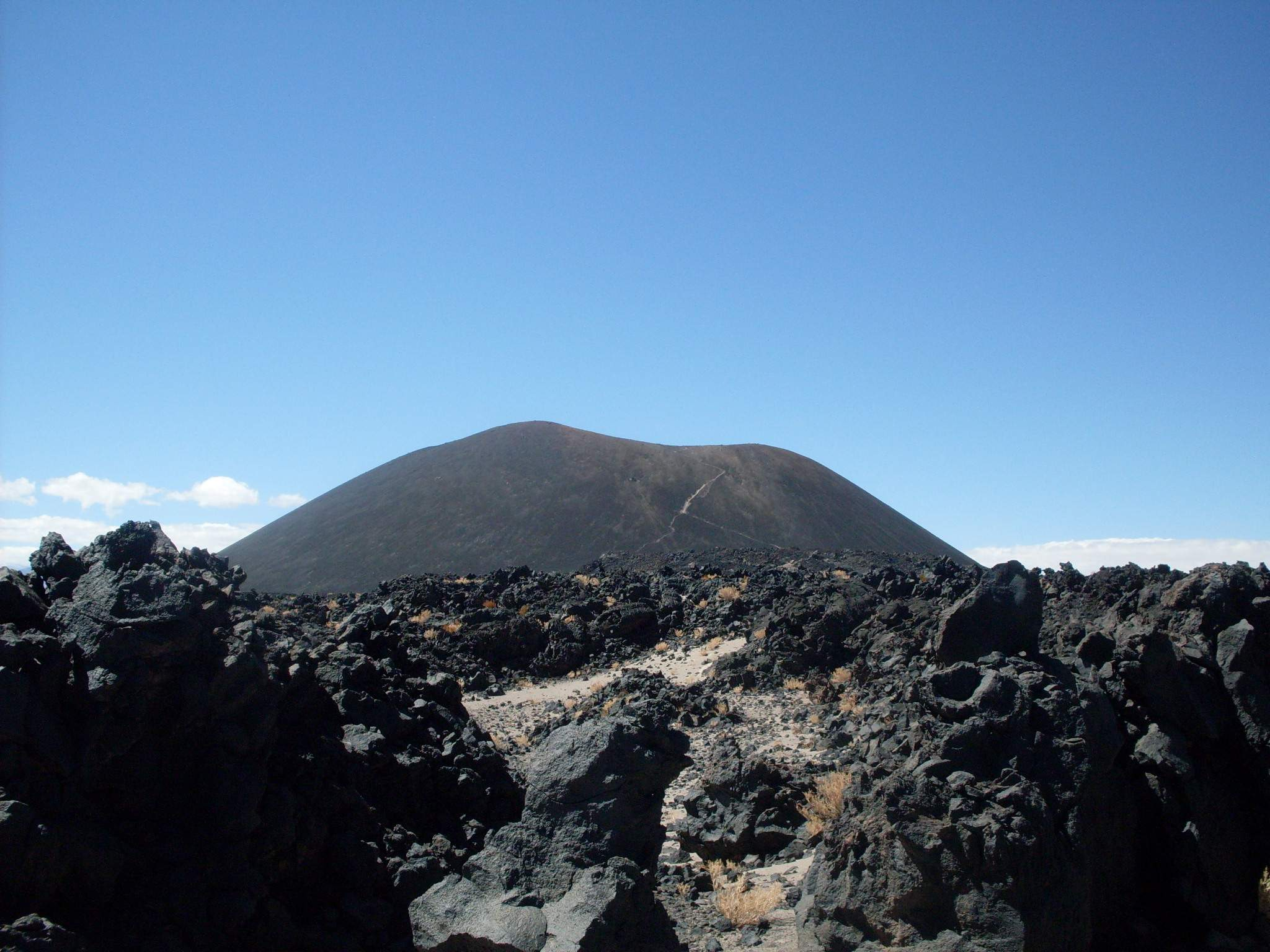
Le volcan Antofagasta

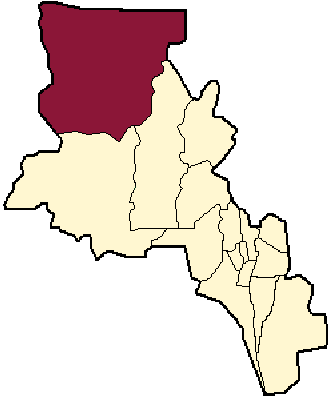
Département d'Antofagasta de la Sierra

La petite ville d'Antofagasta de la Sierra en Argentine est le chef-lieu du département d'Antofagasta de la Sierra dans la province de Catamarca. Elle se trouve en pleine Cordillère des Andes, dans une zone géographique appelée Puna.

## Géographie
Son climat froid et sec, est très rigoureux. Les températures minimales descendent en hiver loin sous zéro°C, et l'amplitude thermique quotidienne dépasse les 30 °C. Les précipitations y sont inférieures à 200 mm. annuellement.
Antofagasta de la Sierra, l' "antichambre du ciel" (la "antesala del cielo"), à 3 440 mètres d'altitude, entourée de montagnes qui dépassent les 5 000 et 6 000 mètres de hauteur et proche des énormes salars, est la principale oasis de la Puna catamarquienne. Elle se trouve au bord d'un petit lac, la Laguna de Antofagasta, lui-même alimenté par le Río Punilla. Tout proche, le volcan Antofagasta domine la petite cité du haut de ses 4 000 mètres d'altitude.
La ville constitue le municipe qui se trouve à la plus grande altitude dans la province et le plus éloigné de la capitale (608 km par voie routière).
On y accède par la route provinciale n° 43, qui franchit la distance de 260 km qui la sépare de la ville de Belén. Cette route est goudronnée en grande partie, mais il manque 80 km à terminer. Habituellement, cette piste et route est accessible en voiture de tourisme. L'été, de violents orages peuvent couper cette route pour quelques heures ou jours, mais le service d'entretien de la route la remet en état dès que possible. La ville est également accessible par le nord, par la piste provinciale 43, à partir de Salta, San Antoñio de Los Cobres, Salar de Pocitos, mais ce chemin est très long, peu pratique et entièrement en piste.

## Population
La population est essentiellement d'origine amérindienne, descendante des Indiens
Diaguitas. Elle est en croissance légère, moindre que l'ensemble de la province. En effet sur 10 ans sa croissance se montait à 11,7 %, contre plus ou moins 25 % pour la province.
Elle comptait 667 habitants en 2001 dans son extension purement urbaine, et 1 282 habitants dans tout le municipe, qui correspond à l'ensemble du département, et qui recouvre l'énorme territoire de 28 097 km² soit presque autant que la superficie de la Belgique. L'indice de masculinité est élevé : 107.

## Historique
Son nom signifie maison du soleil.
Elle était anciennement peuplée par les Indiens Atacamas. Dans ses environs se trouvaient (et se trouvent toujours) d'importantes mines d'or, de cuivre, de borax, de plomb etc. En 1780 on inclut la région dans l'intendance de Salta del Tucumán, au sein de la vice-royauté du Río de la Plata. Après la révolution de mai, le territoire fit partie de la province de Salta en 1814. Cependant le territoire où se trouvait Antofagasta de la Sierra fut revendiqué par la Bolivie. En 1890, la Bolivie reconnut la pleine souveraineté argentine sur le territoire, comme le fit le Chili peu de temps après. En 1900 Antofagasta de la Sierra devint la capitale du département le plus méridional du Territoire de Los Andes. Lorsque ce territoire des Andes fut dissous et réparti entre les provinces de Jujuy, Salta et Catamarca, tout le département d'Antofagasta de la Sierra passa dans la juridiction de Catamarca.
À noter que la ville, actuellement chilienne, d'Antofagasta, quatrième en importance du Chili, fut nommée ainsi en 1871 en souvenir d'Antofagasta de la Sierra.

## Activité économique
La ville est une oasis d'irrigation : il y a de grands champs de luzerne
(alfalfares), des peupliers (álamos) et des tamariniers (tamarindos). Les cultures comportent des petits champs de maïs, de blé, de pommes de terre (papas), de fèves (habas) et d'oignons (cebollas). On y élève des animaux produisant de la laine. On y vit aussi de l'artisanat textile. Il y a une station service dans ce village mais pas de distributeur de billets en fonctionnement fin janvier 2011. Un service d'autocars permet de se rejoindre Belen plusieurs fois par semaine.

## Tourisme
Il y a des attractions touristiques culturelles dont la Feria Artesanal y Ganadera de la Puna (Fête de l'artisanat et de l'élevage de la Puna) et la Fiesta de los Muertos (Fête des Morts).
 Les touristes peuvent visiter la Caldera de Galan, à l'est de la ville, considérée comme la plus grande du monde avec un diamètre de 40 kilomètres. Le Volcan Antofalla, 6440 m d'altitude, situé à une centaine de kilomètres au nord ouest de cette ville est techniquement facile et souvent dépourvu de neige. Une piste monte jusqu'à 5000 m d'altitude sur son versant nord. Il reste des ruines Incas à son sommet.
Les touristes peuvent aussi visiter le Salar de Antofalla, le plus long du monde avec 160 kilomètres, au pied du volcan du même nom. À une centaine de kilomètres au nord de cette ville se trouve le Salar del Hombre Muerto ou du lithium est exploite.

À 60 km au sud en empruntant la route n° 43, puis à 9 kilomètres avant El Peñón, sur la droite prendre la route 34, à environ 15 km se trouve " el Campo de Piedra Pómez". Sur une aire de 150 km², entre 3200 et 3800 mètres d'altitude on trouve des milliers de blocs de pierre ponce blanche.

L'utilisation d'un véhicule 4 roues motrices est fortement recommande pour accéder à ces lieux car les pistes pour y accéder sont souvent en assez mauvais état. Plusieurs possibilités existent pour trouver un guide avec véhicule pour visiter cette très belle région. Cependant, le potentiel touristique est encore à développer.